# Bouzel
Bouzel est une commune française située dans le département du Puy-de-Dôme, en région Auvergne-Rhône-Alpes.
Elle fait partie de l'aire d'attraction de Clermont-Ferrand.

## Géographie

### Localisation
Six communes sont limitrophes :
|           | Beauregard-l'Évêque | Seychalles |
| Vertaizon | Bouzel              | Moissat    |
|           | Vassel              | Espirat    |

### Voies de communication et transports

#### Voies routières
Le territoire communal est traversé par les routes départementales 10 (reliant Chignat, village de la commune de Vertaizon à l'ouest et Moissat à l'est), 70 (vers le centre-ville de Vertaizon) et 341 (vers Vassel).

#### Transports en commun
Une ligne du réseau interurbain (Cars Région Puy-de-Dôme), géré par le conseil régional d'Auvergne-Rhône-Alpes, dessert la commune : la ligne P35, reliant Clermont-Ferrand à Peschadoires (Pont-de-Dore), où un arrêt est implanté au carrefour entre les départementales 70 et 341.

### Climat
Pour des articles plus généraux, voir Climat d'Auvergne-Rhône-Alpes et Climat du Puy-de-Dôme.
En 2010, le climat de la commune est de type climat du Bassin du Sud-Ouest, selon une étude du Centre national de la recherche scientifique s'appuyant sur une série de données couvrant la période 1971-2000. En 2020, Météo-France publie une typologie des climats de la France métropolitaine dans laquelle la commune est exposée à un climat de montagne ou de marges de montagne et est dans la région climatique Nord-est du Massif Central, caractérisée par une pluviométrie annuelle de 800 à 1 200 mm, bien répartie dans l’année.
Pour la période 1971-2000, la température annuelle moyenne est de 11,1 °C, avec une amplitude thermique annuelle de 16,3 °C. Le cumul annuel moyen de précipitations est de 598 mm, avec 7,5 jours de précipitations en janvier et 6,7 jours en juillet. Pour la période 1991-2020, la température moyenne annuelle observée sur la station météorologique de Météo-France la plus proche, « Fayet-le-Château », sur la commune de Fayet-le-Château à 13 km à vol d'oiseau, est de 11,2 °C et le cumul annuel moyen de précipitations est de 889,9 mm,. Pour l'avenir, les paramètres climatiques de la commune estimés pour 2050 selon différents scénarios d'émission de gaz à effet de serre sont consultables sur un site dédié publié par Météo-France en novembre 2022.

## Urbanisme

### Typologie
Au 1er janvier 2024, Bouzel est catégorisée commune rurale à habitat dispersé, selon la nouvelle grille communale de densité à sept niveaux définie par l'Insee en 2022.
Elle est située hors unité urbaine. Par ailleurs la commune fait partie de l'aire d'attraction de Clermont-Ferrand, dont elle est une commune de la couronne,. Cette aire, qui regroupe 209 communes, est catégorisée dans les aires de 200 000 à moins de 700 000 habitants,.

### Occupation des sols
L'occupation des sols de la commune, telle qu'elle ressort de la base de données européenne d’occupation biophysique des sols Corine Land Cover (CLC), est marquée par l'importance des territoires agricoles (90,1 % en 2018), en diminution par rapport à 1990 (91,1 %). La répartition détaillée en 2018 est la suivante : terres arables (86,9 %), zones urbanisées (9,9 %), prairies (3,2 %). L'évolution de l’occupation des sols de la commune et de ses infrastructures peut être observée sur les différentes représentations cartographiques du territoire : la carte de Cassini (XVIIIe siècle), la carte d'état-major (1820-1866) et les cartes ou photos aériennes de l'IGN pour la période actuelle (1950 à aujourd'hui).

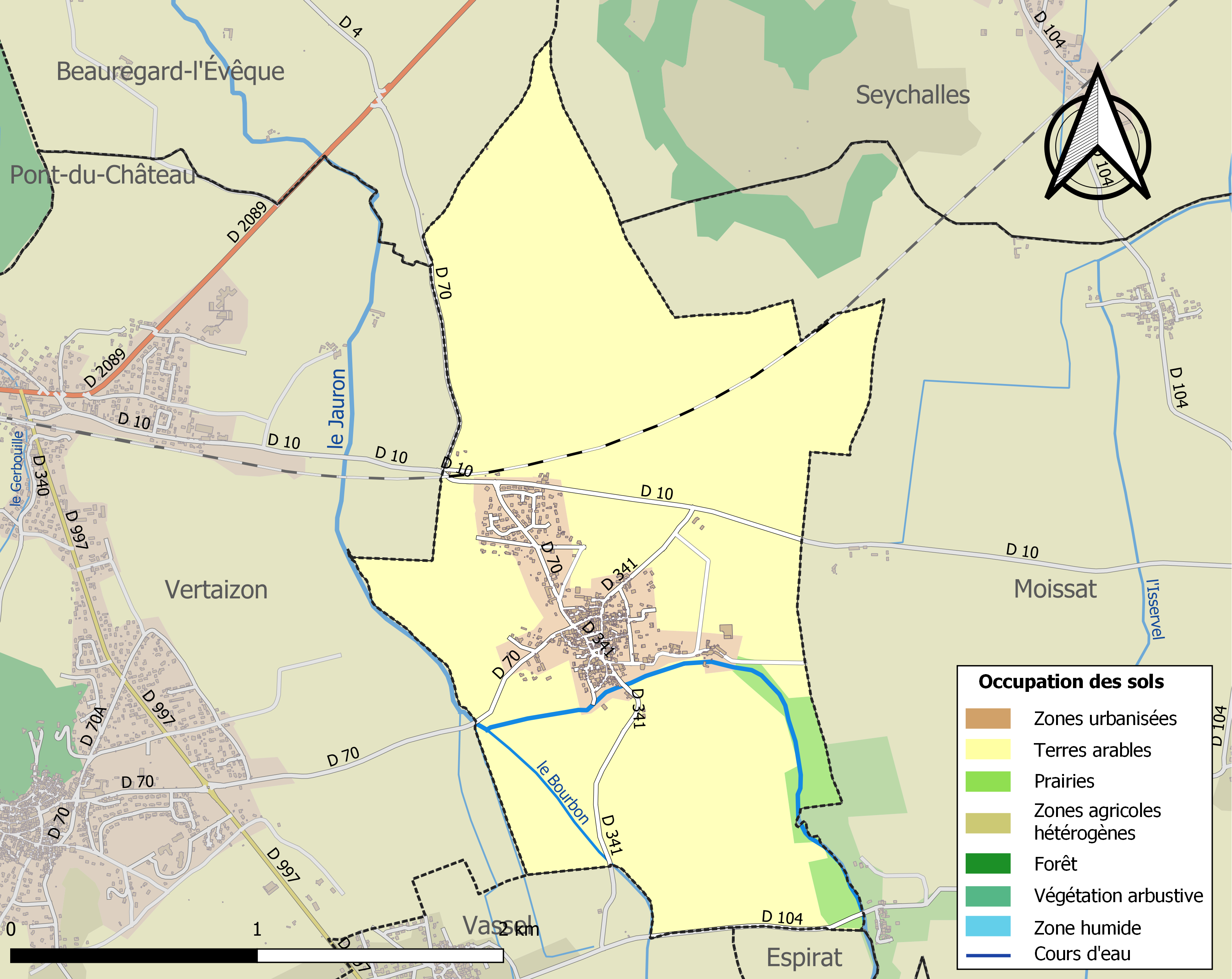
Carte des infrastructures et de l'occupation des sols de la commune en 2018 (CLC).

## Toponymie
La localité est attestée sous les formes de Bozeto au XIe siècle, de Botiaco en 1165, de Bozac et de Bauzac en 1231, Bozec en 1279, de Bozeto en 1401, Bozet et Bouzeix au XVIIe siècle.
Issu d'un nom de personne d'origine germanique Boso, racine bos (méchant, mauvais).

## Politique et administration

### Découpage territorial
La commune de Bouzel est membre de la communauté de communes Billom Communauté, un établissement public de coopération intercommunale (EPCI) à fiscalité propre créé le 1er janvier 2017 dont le siège est à Billom. Ce dernier est par ailleurs membre d'autres groupements intercommunaux.
Sur le plan administratif, elle est rattachée à l'arrondissement de Clermont-Ferrand, à la circonscription administrative de l'État du Puy-de-Dôme et à la région Auvergne-Rhône-Alpes. Auparavant, elle dépendait du district de Billom en 1793 et du canton de Vertaison (puis de Vertaizon) de 1793 à 2015.
Sur le plan électoral, elle dépend du canton de Billom pour l'élection des conseillers départementaux, depuis le redécoupage cantonal de 2014 entré en vigueur en 2015, et de la quatrième circonscription du Puy-de-Dôme pour les élections législatives, depuis le dernier découpage électoral de 2010.

### Élections municipales et communautaires

#### Élections de 2020
Le conseil municipal de Bouzel, commune de moins de 1 000 habitants, est élu au scrutin majoritaire plurinominal à deux tours avec candidatures isolées ou groupées et possibilité de panachage. Compte tenu de la population communale, le nombre de sièges à pourvoir lors des élections municipales de 2020 est de 15. La totalité des quinze candidats en lice est élue dès le premier tour, le 15 mars 2020, avec un taux de participation de 47,41 %.

#### Chronologie des maires
| Période                                  | Période                   | Identité                  | Étiquette | Qualité   |
| ---------------------------------------- | ------------------------- | ------------------------- | --------- | --------- |
| Les données manquantes sont à compléter. |                           |                           |           |           |
| 1800                                     | 1823                      | Jean Plasse               |           |           |
| 1823                                     | 1824                      | Gilbert Riberolles        |           |           |
| 1824                                     | 1826                      | Jean Vigeral              |           |           |
| 1826                                     | 1828                      | Sébastien Plasse          |           |           |
| 1828                                     | 1849                      | François Plasse           |           |           |
| 1849                                     | 1871                      | François Plasse           |           |           |
| 1871                                     | 1892                      | Gilbert Pouchon           |           |           |
| 1892                                     | 1896                      | Michel Lavie              |           |           |
| 1896                                     | 1900                      | Jean-Pierre-Louis Duclaux |           |           |
| ...                                      | ...                       | ...                       | ...       | ...       |
| mars 2008                                | mars 2014                 | Denis Morin               | SE        |           |
| mars 2014                                | mai 2020                  | Guy Degorce               | DVG       | Retraité  |
| mai 2020                                 | En cours (au 4 août 2020) | Suzanne Delarbre          |           | Retraitée |

## Équipements et services publics

### Enseignement
Bouzel dépend de l'académie de Clermont-Ferrand.
Les élèves commencent leur scolarité à l'école élémentaire publique de la commune. Ils la poursuivent au collège du Beffroi, à Billom, puis au lycée René-Descartes de Cournon-d'Auvergne pour les filières générales et sciences et technologies du management et de la gestion, ou au lycée La-Fayette de Clermont-Ferrand pour la filière sciences et technologies de l'industrie et du développement durable.
De 1987 à 1992, la commune a également abrité le centre NOZOUF, un des premiers lieux pédagogiques à proposer l'enseignement Montessori en France. Cet espacé éducatif a d'ailleurs été construit sur un ancien édifice pénitentiaire datant du Moyen Âge. Mémoire d'un passé lointain, une stèle portant les inscriptions F.E.D.E.R. reste présente dans les jardins du centre. À l'heure actuelle, aucune explication n'a été apportée quant à la signification de ces lettres.[réf. nécessaire]

### Instances judiciaires
Bouzel dépend de la cour d'appel de Riom et des tribunaux judiciaire et de commerce de Clermont-Ferrand.

## Population et société

### Démographie
L'évolution du nombre d'habitants est connue à travers les recensements de la population effectués dans la commune depuis 1793. Pour les communes de moins de 10 000 habitants, une enquête de recensement portant sur toute la population est réalisée tous les cinq ans, les populations de référence des années intermédiaires étant quant à elles estimées par interpolation ou extrapolation. Pour la commune, le premier recensement exhaustif entrant dans le cadre du nouveau dispositif a été réalisé en 2007.

En 2022, la commune comptait 712 habitants, en évolution de −0,97 % par rapport à 2016 (Puy-de-Dôme : +2,1 %, France hors Mayotte : +2,11 %).
| 1793 | 1800 | 1806 | 1821 | 1831 | 1836 | 1841 | 1846 | 1851 |
| ---- | ---- | ---- | ---- | ---- | ---- | ---- | ---- | ---- |
| 488  | 505  | 590  | 586  | 640  | 634  | 670  | 666  | 658  |

| 1856 | 1861 | 1866 | 1872 | 1876 | 1881 | 1886 | 1891 | 1896 |
| ---- | ---- | ---- | ---- | ---- | ---- | ---- | ---- | ---- |
| 674  | 680  | 658  | 614  | 593  | 532  | 518  | 518  | 475  |

| 1901 | 1906 | 1911 | 1921 | 1926 | 1931 | 1936 | 1946 | 1954 |
| ---- | ---- | ---- | ---- | ---- | ---- | ---- | ---- | ---- |
| 478  | 483  | 465  | 384  | 390  | 405  | 351  | 323  | 317  |

| 1962 | 1968 | 1975 | 1982 | 1990 | 1999 | 2006 | 2007 | 2012 |
| ---- | ---- | ---- | ---- | ---- | ---- | ---- | ---- | ---- |
| 324  | 337  | 321  | 457  | 510  | 507  | 665  | 687  | 706  |

| 2017 | 2022 | - | - | - | - | - | - | - |
| ---- | ---- | - | - | - | - | - | - | - |
| 727  | 712  | - | - | - | - | - | - | - |

## Culture locale et patrimoine

### Héraldique
| Blason de Bouzel | Blason  | D'or au laurier de sinople; au chef d'azur chargé de trois étoiles d'or. |
| Blason de Bouzel | Détails | Le statut officiel du blason reste à déterminer.                         |